# Scutellaria sieberi
Scutellaria sieberi ist eine Pflanzenart aus der Gattung der Helmkräuter (Scutellaria).

## Merkmale
Scutellaria sieberi ist ein ausdauernder Halbstrauch, der Wuchshöhen von 30 bis 60 Zentimeter erreicht. Die Pflanze ist mehr oder weniger aufrecht, samt-filzig und hat keine Drüsenhaare. Die Blätter sind 20 bis 65 Millimeter groß. Die Tragblätter sind 6 bis 9 Millimeter lang und länger als der Kelch. Die Krone ist cremefarben, 10 bis 14 Millimeter groß und hat keine Zeichnung.
Die Blütezeit reicht von April bis Juni.
Die Chromosomenzahl beträgt 2n = 34.

## Vorkommen
Scutellaria sieberi ist auf Kreta endemisch. Die Art wächst in schattigen, feuchten Felsspalten und Geröll auf Kalk in Höhenlagen von 0 bis 950 (2100) Meter.